# Ingrid Segerström
Ingrid Segerström, född i 31 maj 1919 Örebro, död 1994, var en svensk socialdemokratisk politiker. Hon var borgarråd i Stockholms stad mellan 1973 och 1979, först för socialfrågor och därefter för miljö- och fritidsfrågor. Hon var under dessa år det enda kvinnliga borgarrådet i Stockholm. 1979 valdes hon in i Sveriges riksdag, där hon var ledamot till 1982, då hon gick i pension.

## Biografi
Segerström föddes i Örebro. Hennes mor hette Mia Karlsson, och hennes far Karl Karlsson (Kalle Klack). Hennes far var ordförande i Sko- och läderarbetarnas förbund. Hon var gift med ombudsmannen Yngve Segerström.
Hon studerade på Brunnsviks folkhögskola samt på dess LO-skola, och blev senare kontorist på Sko- och läderarbetarnas förbund.
Under 1960-talet var hon förbundssekreterare i Socialdemokratiska Kvinnoförbundet, och arbetade nära Inga Thorsson, Ulla Lindström och Nancy Eriksson. Bland annat arbetade de hårt mot Svenska kärnvapenprogrammet.
Segerström var även ledamot av Stockholms kommunfullmäktige från 1960-talets början till 1970-talets slut. 1973 efterträdde hon Sören Carlson som socialborgarråd. Under sin tid som socialborgarråd sammanförde hon bland annat de tidigare fyra sociala nämnderna till en central nämnd, vars organisation hon också ledde uppbyggnaden av.
1976 blev Segerström istället miljö- och fritidsborgarråd, där hon bland annat drev igenom en sänkning av blyhalten i motorbränslen. Hon drev även frågan om att flytta Fokkerplan från Bromma flygfält. Ulf Adelsohn skriver i sina memoarer Med liv och lust att Segerström var det enda kvinnliga borgarrådet under hans 13 år i Stockholms stadsfullmäktige.
Mellan 1979 och 1982 satt Segerström invald i Sveriges riksdag för Socialdemokraterna.